# 土卫一
土卫一又稱為「彌瑪斯」（Mimas，极少情况下拼为），是土星的一颗卫星，1789年由威廉·赫歇尔发现。它以希腊神话中的盖亚之子Mimas命名。
土卫一的平均直径仅有396公里，是已知的太阳系中最小的达到流体静力平衡的天体。

## 发现
1789年9月17日，天文学家威廉·赫歇尔发现了土卫一。他如此记录这次发现：“1789年9月17日，我的四十英尺望远镜状态出色，我发现了第七颗卫星，当时它位于轨道最西侧。”

## 命名
土卫一以希腊神话中的一位泰坦巨人的名字命名。当时威廉·赫歇尔的儿子约翰·赫歇尔在其1847年的著作《在好望角天文观测的结果》中以泰坦族巨人的名字命名了已知的七颗土星卫星，包括土卫一，其理由是萨图尔努斯（罗马神话中的农神，相当于希腊神话中的克洛诺斯）是泰坦族的领袖。
依据里德尔和斯科特的希腊-英语词典，土卫一的形容词格为Mimantean（其所有格在拉丁文中为Mimantis，在希腊文中为Μῑμάντος）。在实践中，英国式的形容词格如Mimansian或Mimian则十分常见，而更经常使用的则是短语“of Mimas”。

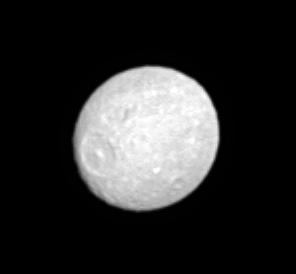
卡西尼号拍摄的照片上的土卫一看起来为卵状

## 物理特性
土卫一密度较低（为1.17），这表明其可能是由大量的冰体和少量的岩石构成。由于潮汐效应的作用，土卫一並不呈完美的球形；其长轴大约比其短轴长10%。从近期卡西尼号发回的图片上看土卫一更接近于卵形。

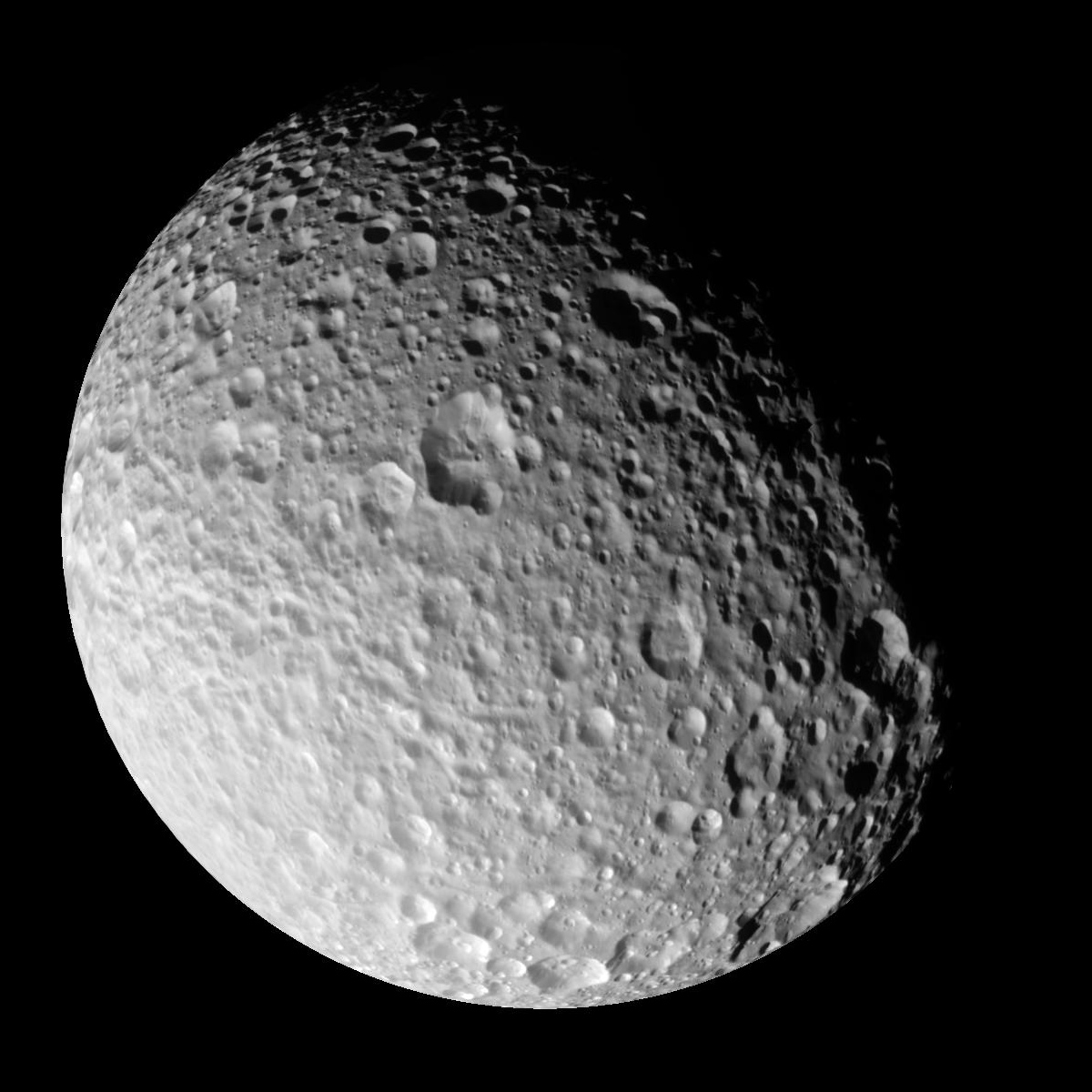
卡西尼号拍摄的土卫一的高分辨率照片，照片中显示了深达6公里的撞击坑以及右下方的一个深达1公里的峡谷。

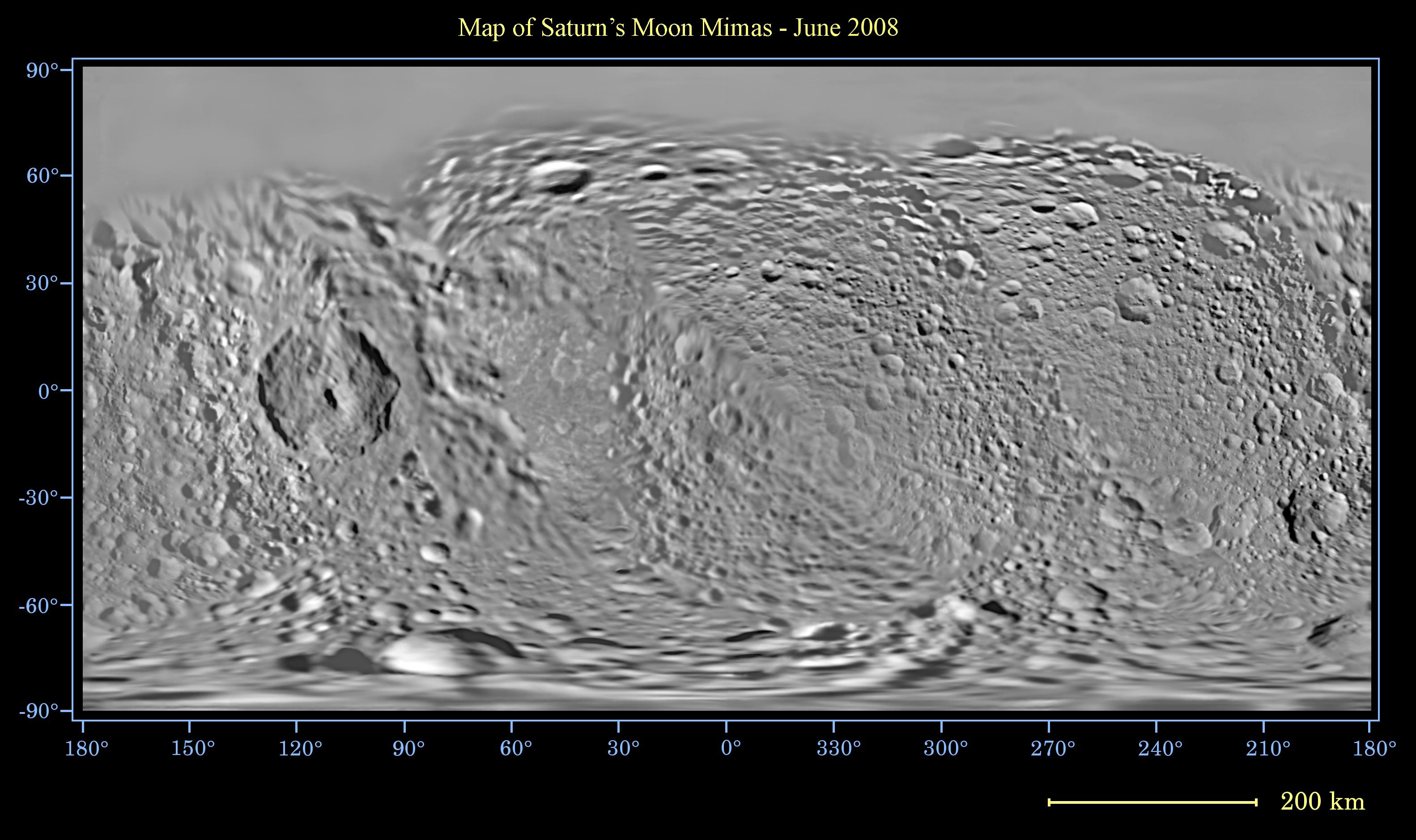
土卫一表面地图

土卫一最显著的特征是一个直径达130公里的庞大撞击坑——为纪念土卫一的发现者，它被命名为赫歇尔撞击坑。赫歇尔陨石坑的直径接近于该卫星直径的三分之一，其坑缘高达5公里，部分坑底则深达10公里，而其中心山峰则高出坑底6公里。如果地球上出现同等比例的撞击坑，则其直径将会达到4000公里，超过了加拿大的宽度。形成这个撞击坑的撞击事件几乎将土卫一撞得粉碎：在撞击坑的相对侧仍能清楚地看到断裂地形，这可能是撞击之后横贯星体的冲击波造成的。由于星体表面存在着这个大撞击坑，使土卫一的外觀与《星球大战》中的死星相似。
此外，土卫一的表面还遍布着众多较小的撞击坑，但是其中没有一个可以与赫歇尔陨石坑相匹敌。虽然土卫一遭受过猛烈的轰击，但是成坑过程并不同一。其大部分表面都覆盖着直径超过40公里的撞击坑，而在南极地区，却很少有直径超过20公里的撞击坑。这表明某种地质活动将这些地区的较大撞击坑移除了，或者某些事物或机制阻止了较大星体对南极地区的轰击。
科学家在土卫一标明已发现的主要地质构造有两种：撞击坑和峡谷。

## 与土星环的关系
从实际效果上看，土卫一起到了清理土星最宽的两个环——A環和B環之间的卡西尼环缝中的物质的作用。卡西尼环缝内缘的颗粒轨道和土卫一的轨道成2:1的共振，即这些颗粒公转完两周，土卫一正好公转完一周。其间土卫一不断从同一方向对卡西尼环缝的颗粒施加拉力，迫使这些颗粒进入环缝外层的新轨道。土卫一还和其他构造保持着轨道的共振关系，如它和C環与B环的边界保持着3:1的轨道共振关系，和土卫十七保持着3:2的轨道共振关系。最近发现，土卫一还和G環保持着7:6的共转离心共振关系，后者位于土卫一轨道内侧1万5000公里处。

## 探测
卡西尼号曾多次从中距离对土卫一进行拍摄，最近的一次是在2005年8月1日，距离为6万3000公里。卡西尼号的后续任务包括几次对土卫一的非定向接近。其中观测条件较好的两次分别在2008年10月24日和2009年10月14日。而最接近的一次观测发生在2010年2月13日，距离仅为9500公里。

## 大众文化中的土卫一
- 从某些角度看，土卫一和中的死星极其相似，后者在剧中直径达到了数百公里。这只是一种纯粹的巧合，因为在土卫一的第一张特写镜头照片传回地球的三年前，这部电影就已经上映了。[14]

- 在小说《红矮星号》中，土卫一是大卫·莱斯特获得“红矮星号”之前所居之处。

- 土卫一是中的联邦紧急救援站所在地。

## 圖片

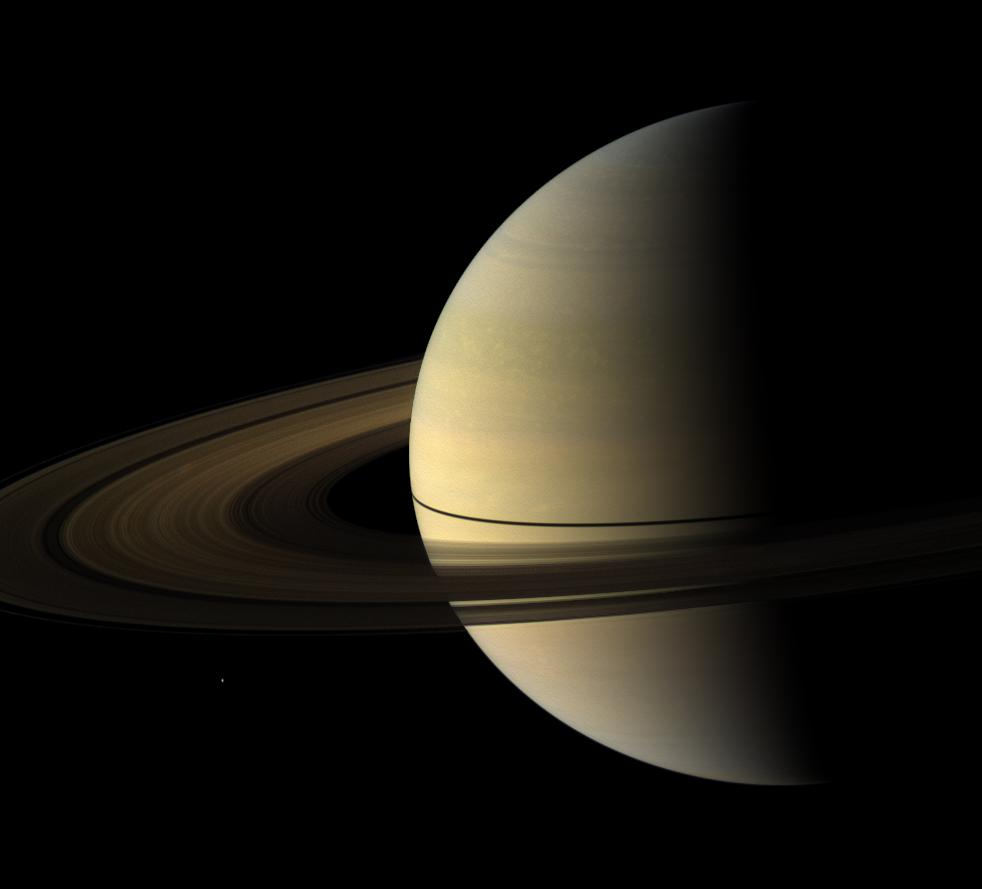
土星與土衛一
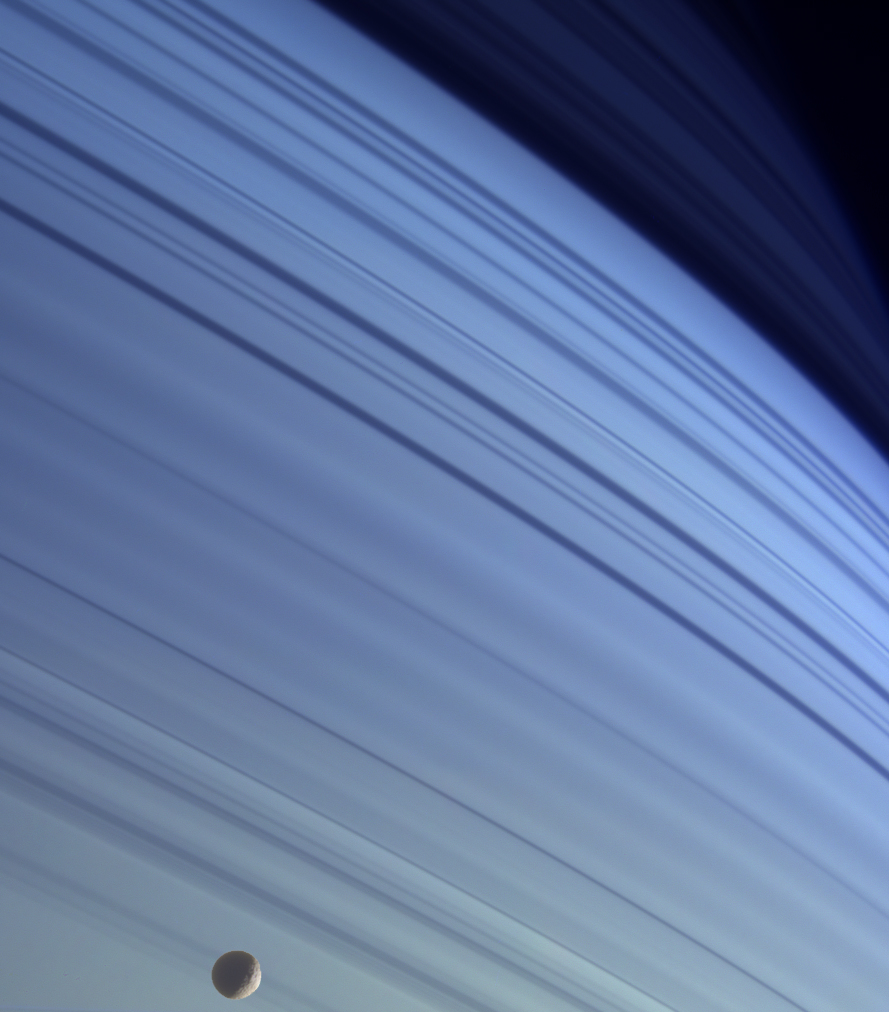
土衛一在土星北緯的映襯下。
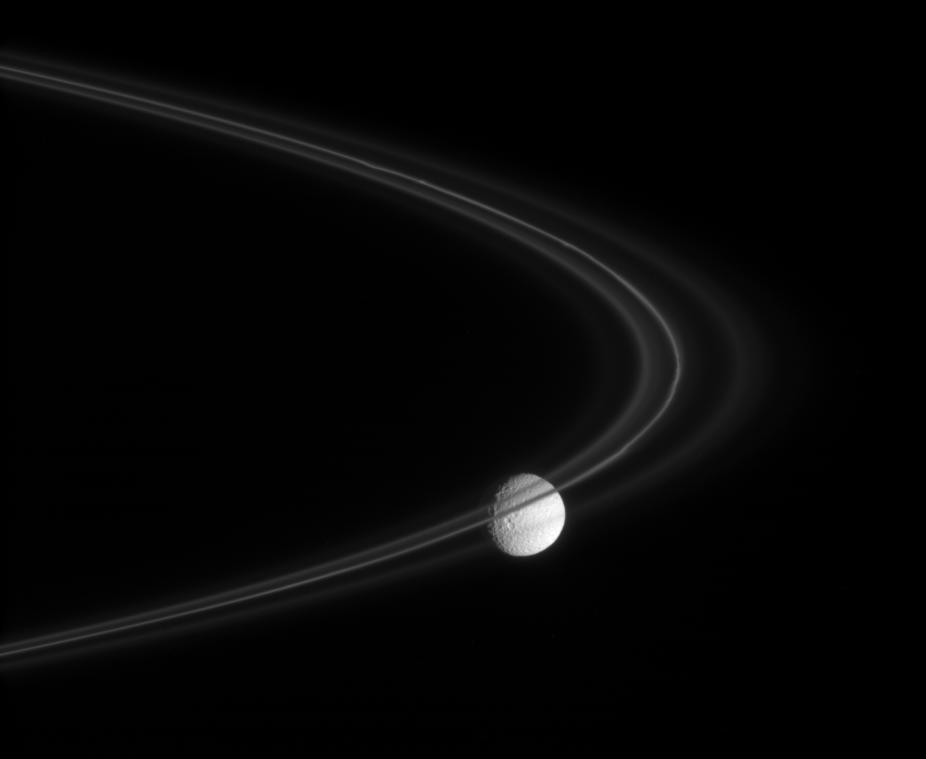
位于F環之后的土卫一
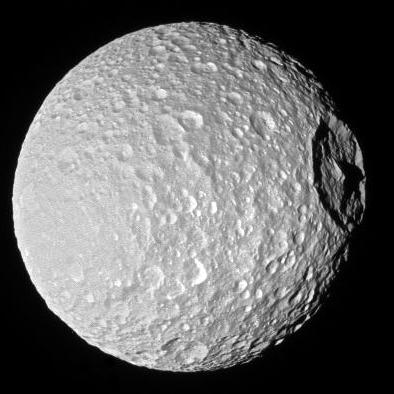
土衛一和山 （2016年10月22日）
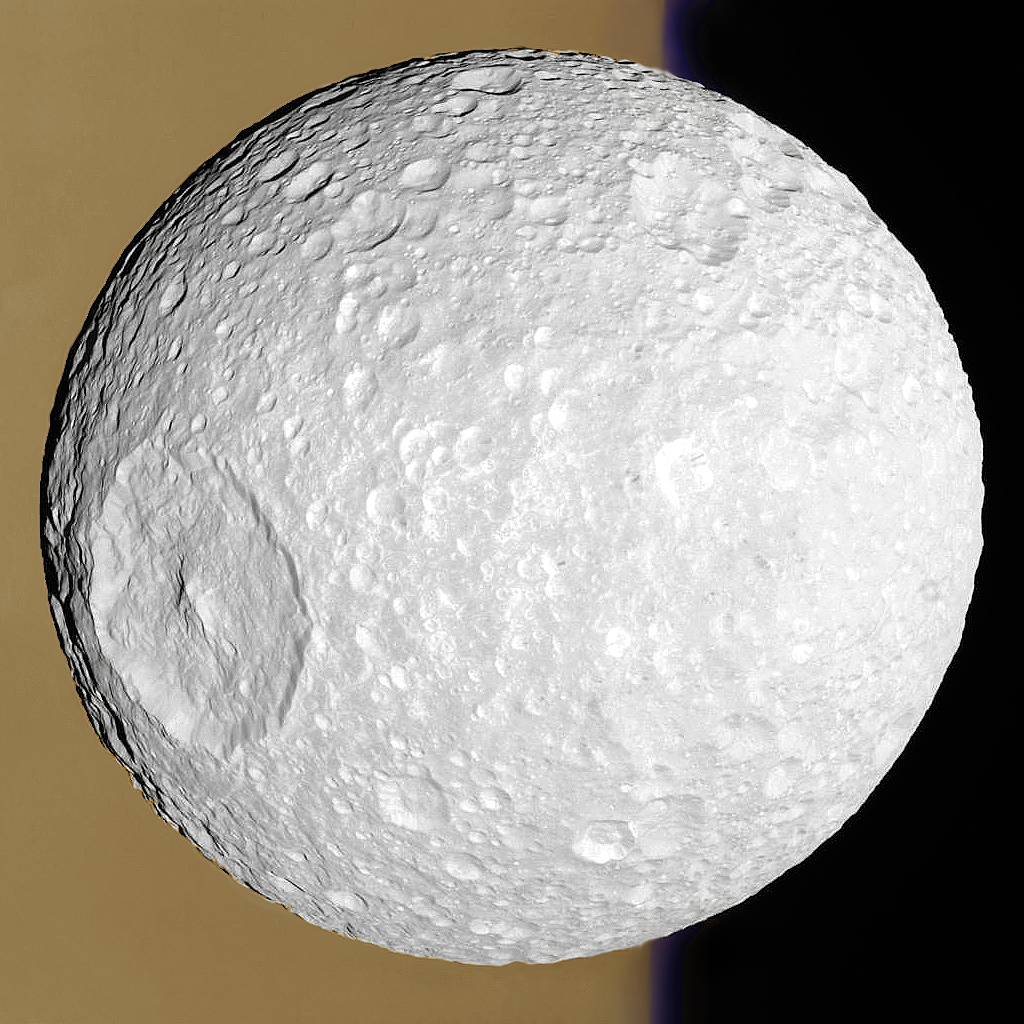
土星前的土衛一 （2010年2月13日）
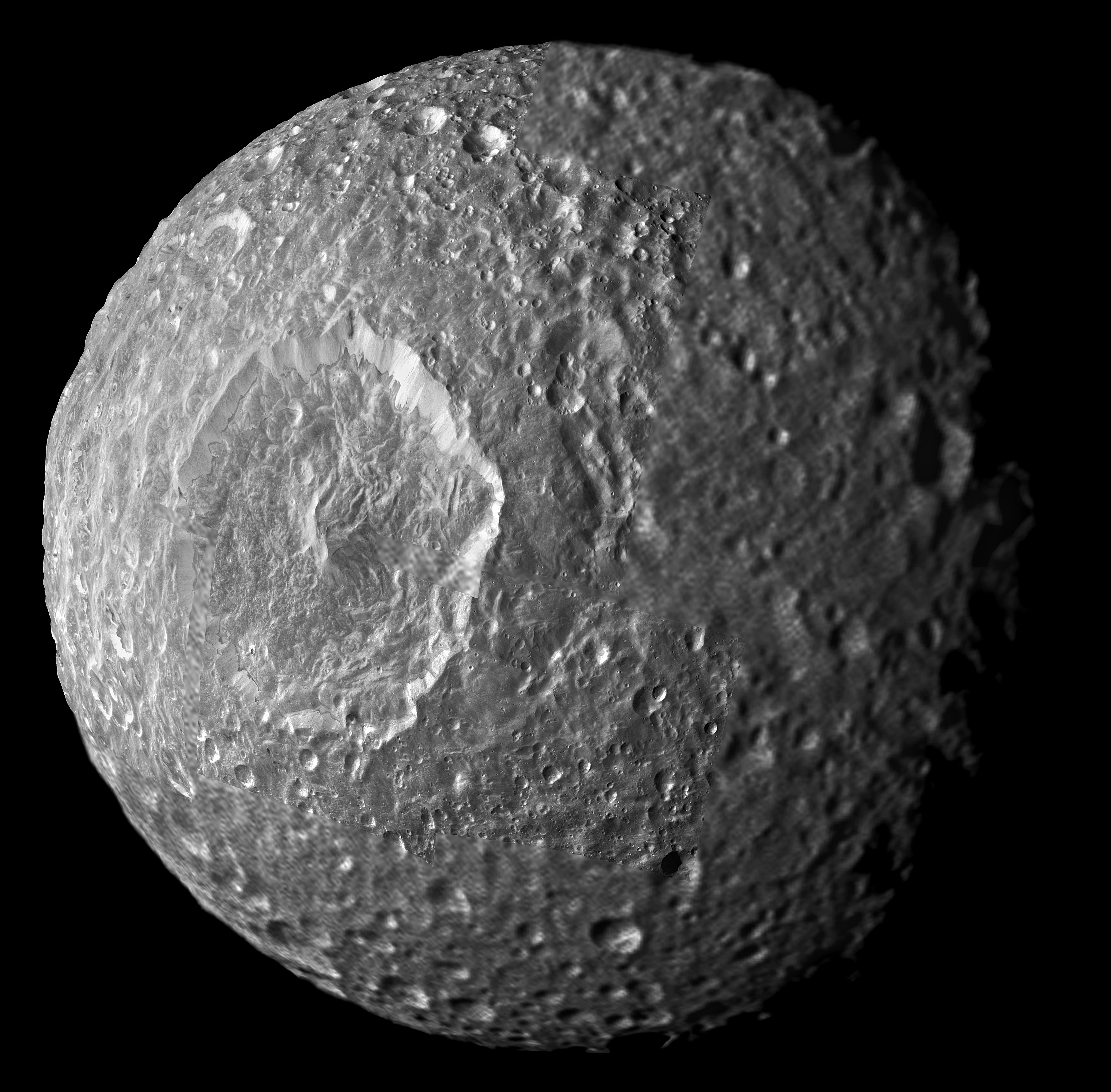
高分辨率的土衛一影像
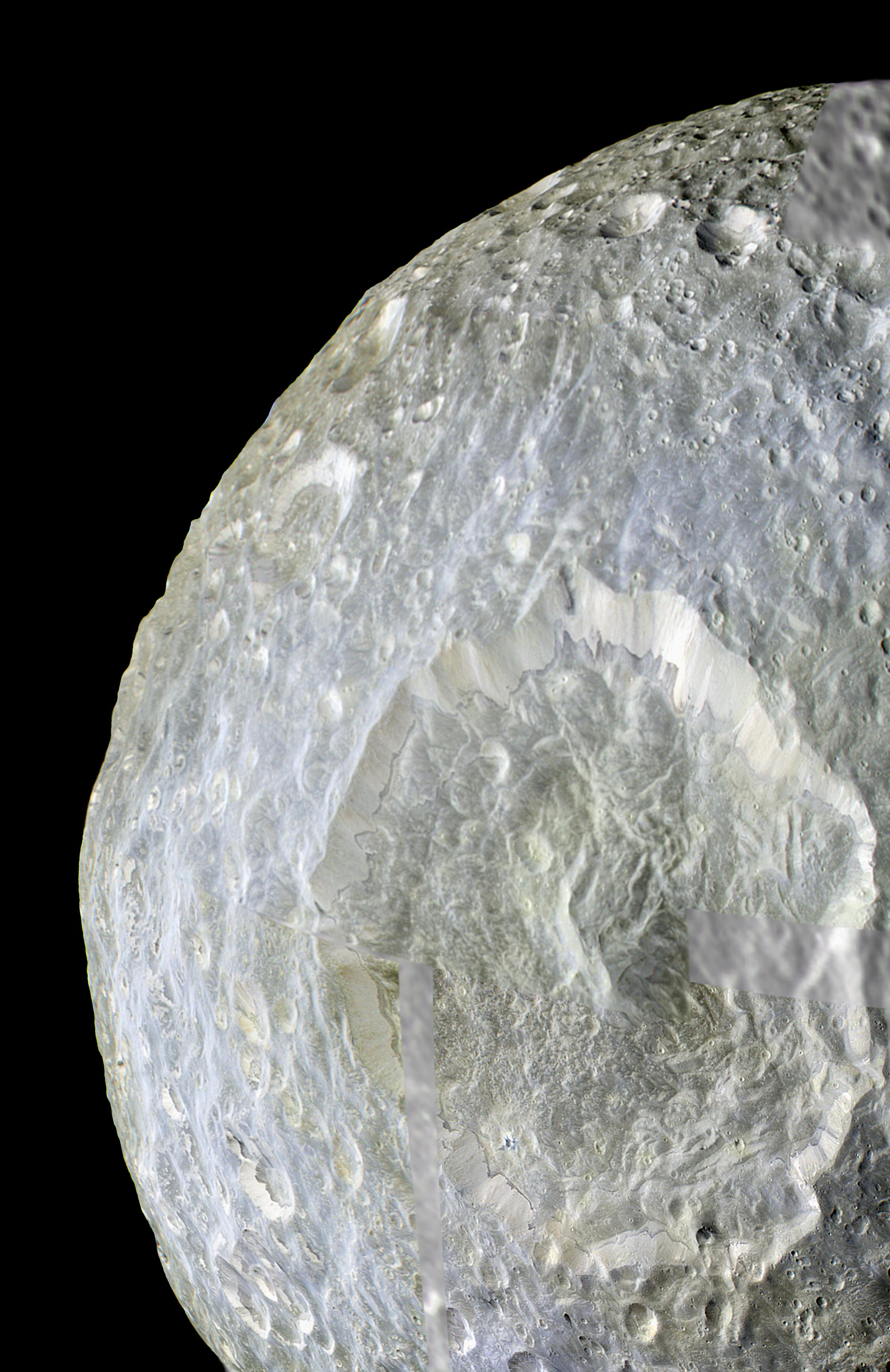
顯示出細微顏色差異的土衛一表面 (假色)
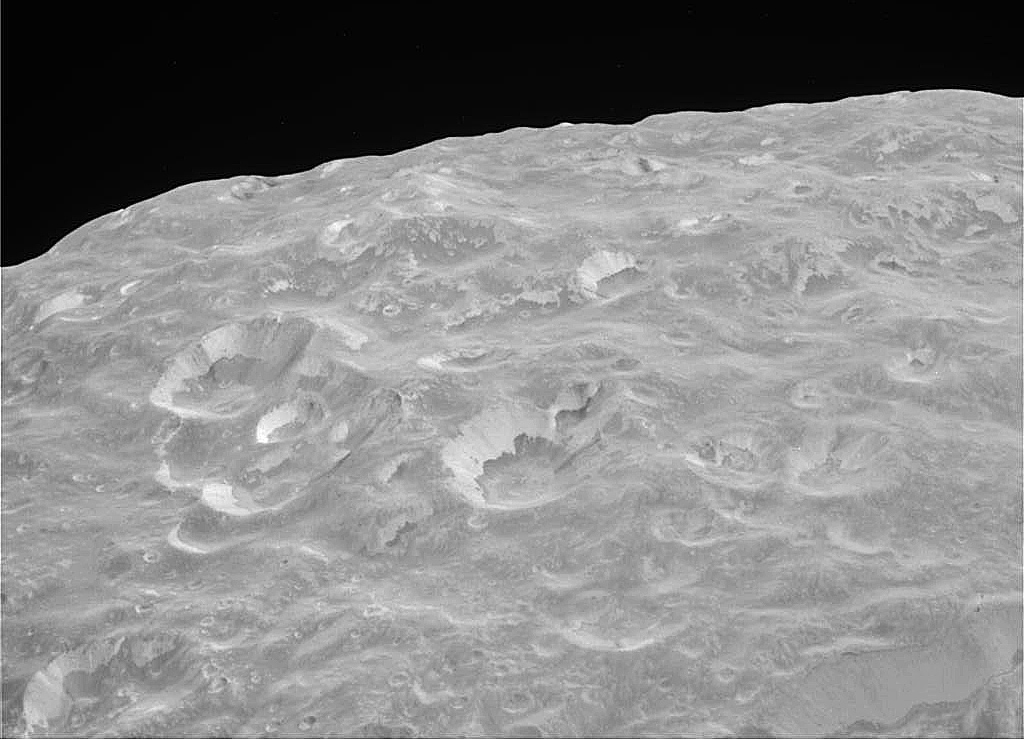
火山口壁上土衛一的反照率特徵
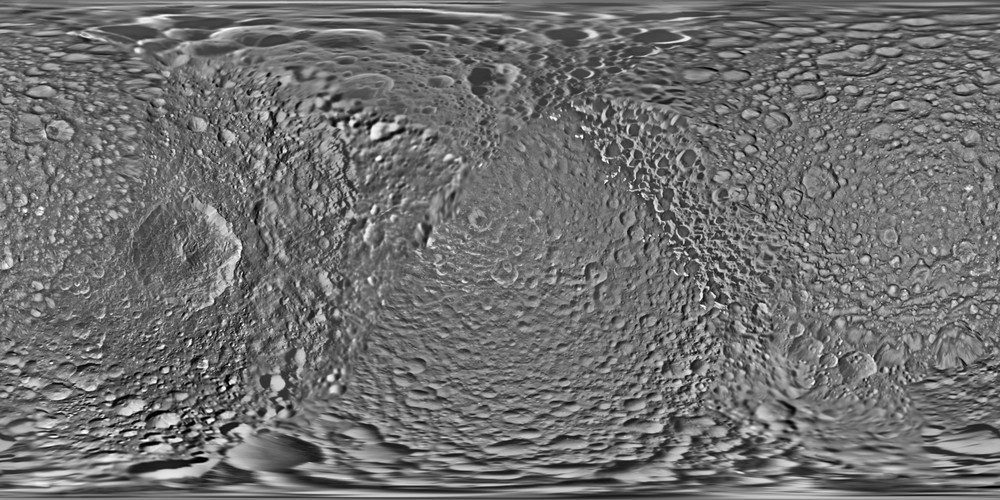
土衛一地圖
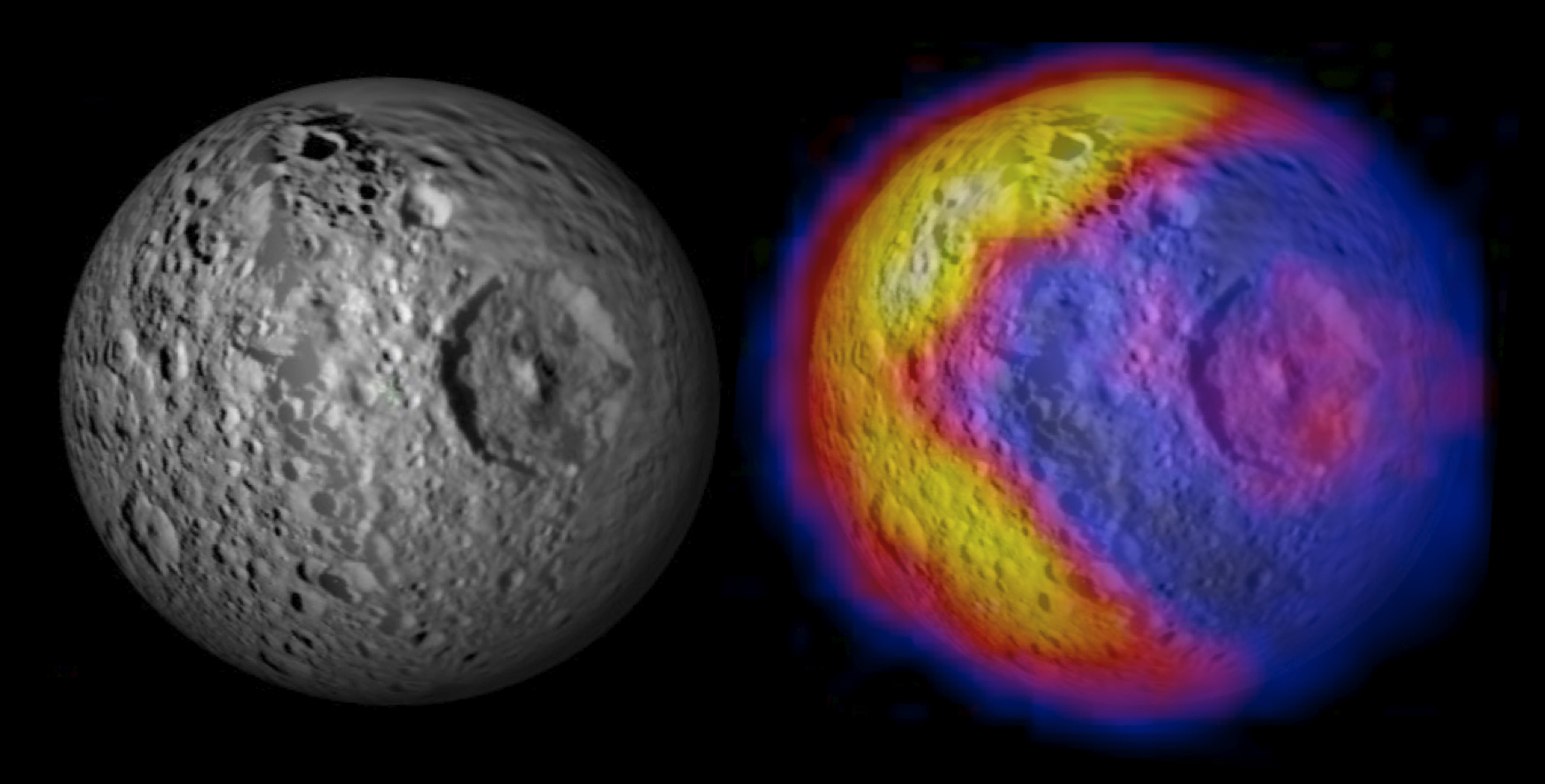
土衛一的溫度疊加圖